# 광덕중학교 (경기)
광덕중학교(廣德中學校)는 대한민국 경기도 안산시 상록구 월피동에 있는 공립 중학교이다.

## 학교 연혁
- 2008년 1월 7일 : 36학급 인가
- 2008년 3월 1일 : 초대 박삼석 교장 취임
- 2008년 3월 3일 : 제1회 입학식 (440명 남 237명, 여 203명)
- 2011년 2월 10일 : 제1회 졸업식 (414명 남 219명, 여 195명)
- 2022년 3월 1일 : 제6대 정구순 교장 취임
- 2024년 1월 5일 : 제14회 졸업식(75명 남 37명, 여 38명)
- 2024년 3월 4일 : 제17회 입학식(58명 남 29명, 여 29명)

## 참고 자료
- 광덕중학교 - 한국교육학술정보원 학교알리미